# Institut de microtechnique de Neuchâtel
Pour les articles homonymes, voir IMT.
L'Institut de microtechnique de Neuchâtel (IMT) est un institut technique et scientifique dépendant de l'École polytechnique fédérale de Lausanne.
Créé en 1975 par l'Université de Neuchâtel, l'IMT comporte sept laboratoires couvrant des domaines aussi différents que les actuateurs, l'énergie photovoltaïque (l'institut a été nommé comme expert sur les cellules photovoltaïques du projet Solar Impulse ou le traitement du signal. Notamment, le laboratoire lié au photovoltaïque (PVLAB) a été créé par le professeur Arvind Shah.
Plusieurs entreprises ont été créées à partir de cet institut (spin-off) qui a quitté l'université de Neuchâtel pour rejoindre l'EPFL au 1er janvier 2009 avec qui il coopère déjà pour l'un des deux programme de premier cycle en microtechnique qui se déroule à Neuchâtel pour les deux premières années, puis à Lausanne pour la fin du diplôme.